# Музей Міккель
Музей Міккель — художній музей у місті Таллінн (Естонія), який є філією Естонського художнього музею.
Музей є домом для багатої колекції Йоханнеса Міккеля (1907–2006), одного з найвидатніших естонських колекціонерів мистецтва. Колекція складається з творів західноєвропейського, російського, китайського та естонського мистецтва (порцеляна, живопис, графіка, скульптура).
Розташований у приміщенні колишньої кухні Кадріоргського палацу. Історія цього приміщення починається з 1921 року. Свій теперішній вигляд отримав у 1994 р., коли Йоханнес Міккель подарував Естонському художньому музею більшу частину своєї колекції. Відразу почалися роботи з реставрації приміщення та адаптації його до потреб музею. 